# كاني (أسطورة)
كاني (بالإنجليزية: Kane)‏ رب النسل والبحر في هاواي، وجد كل كائن بشري. خلق العوالم الثلاثة: السماء والأرض و«السماء العليا». وعاش فترة من الزمن على الأرض مع أبنائه، ثم انسحب إلى السماء. يسمى كاني هيكيلي أي الرعد، والبرق الذي يمزق السماء.